# Groupe de Hungaria
Ne pas confondre avec Famille de Hungaria.

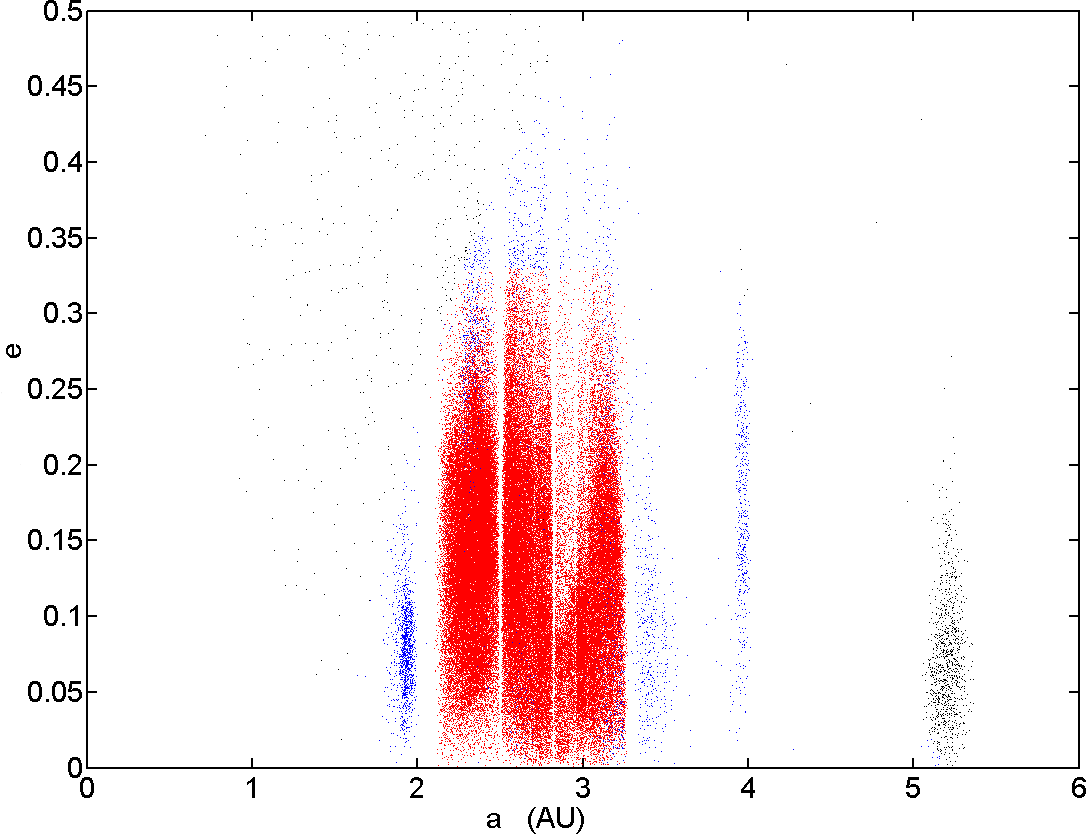
Diagramme orbital croisant demi-grand axe (a) et excentricité (e). Le groupe de Hungaria correspond aux astéroïdes bleus aux environs de 1,9 ua. La ceinture principale d'astéroïdes est en rouge, entre 2,0 et 3,3 ua

Le groupe de Hungaria est un groupe d'astéroïdes situé à la périphérie interne de la ceinture principale d'astéroïdes, dans la zone de demi-grand axe comprise entre 1,8 et 2,0 ua.
Le groupe est nommé d'après (434) Hungaria qui en est à la fois le plus grand membre et le premier découvert, en 1898.
Au 3 juillet 2019, le Centre des planètes mineures recense 19 854 astéroïdes appartenant à ce groupe.

## Description
Ces astéroïdes ont généralement une faible excentricité (moins de 0,18) et une inclinaison relativement élevée pour cette région du Système solaire (de 16 à 34 degrés). Ils ont une période orbitale d'environ 2,5 ans. Il ne s'agit pas, contrairement au groupe de Hilda, d'un groupe défini par une résonance avec Jupiter mais sa dynamique est malgré tout marquée par la résonance 9:2 avec Jupiter ainsi que par la résonance 2:3 avec Mars.

## Famille de Hungaria
On distingue au sein du groupe une famille collisionnelle désignée en tant que famille de Hungaria.  Cette famille contient la majorité des astéroïdes du groupe mais il s'agit bien de deux ensembles distincts.

## Terminologie
La distinction entre le groupe et la famille n'a été clairement proposée qu'en 1994. Jusqu'alors les deux termes étaient utilisés de manière indifférente pour désigner ce qu'on appelle aujourd'hui le groupe de Hungaria, ce qui explique qu'on rencontre encore souvent l'expression "famille de Hungaria" utilisée à tort pour désigner le "groupe de Hungaria".